# 瀬戸内技法
瀬戸内技法(せとうちぎほう)とは、後期旧石器時代の剥片製作技術の一つ。

## 概要
平たい表面をした石核から翼のように横に長い剥片を連続的に剥離する技法である。石刃技法と対照となる技法である。
製作工程は、石材素材の表面の平たい剥片を選ぶことを第一工程とし、翼のように横に長い剥片を剥離することを第2工程、国府型ナイフ形石器を製作することを第3工程と区分している。
分布は、近畿・中国・四国などのサヌカイトを素材とする地域、九州ではスレートを素材とする地域、東北では頁岩を素材とする地域に分かれる。関東で発見される横長剥片も系統的に瀬戸内技法との関連が問題となっている。
年代的には、大分岩戸遺跡の瀬戸内技法を含む第1次文化層が姶良丹沢パミス（約2万1000 - 2万2000、Y.B.P:Year、BP（Before PresentもしくはBefore Physics）で表記される）より上にあることから大体2万年前後に出現したと考えられている。
類似した技法として西アジア新石器時代初期の石刃の稜（角）を打撃して横長剥片を連続的にとる技法、エジプトやメキシコにも翼状剥片をとる技法がみられる。
。